# 獄兒天使
獄兒天使（日語： ぢごぷり）是日本漫畫家木尾士目的創作的育兒漫畫，在講談社的『月刊Afternoon』連載完結（2008年7月－2010年8月）。單行本共二集，台灣由東立出版社代理。

## 劇情大綱
本書講述的是雙胞胎姊妹沖浦步美和日野要為了照顧步美的女兒而辛苦的故事。

## 人物介紹
沖浦步美
本書主角，18歲就懷孕的年輕新手媽媽，夢子的母親。舊姓日野。學生時代就很精明幹練了。
日野要
步美的雙胞胎妹妹。與步美住在同一個公寓中，幫助她照顧夢子。平常總是穿著哥德蘿莉風格的服裝，與幹練的步美不同，行事較少根筋。
沖浦夢子
步美的女兒，3月13日出生。
沖浦瞬介
步美之夫，夢子之父，也是步美與要的青梅竹馬。8月17日病故。
花森姬乃

四之宮志摩

山吹圓
步美的學妹。
瀨能ななみ

## 出版書籍

### 日文
1. 2009年5月22日初版ISBN 978-4-06-314567-0
2. 2010年7月23日出版 ISBN 978-4-06-310683-1

### 中文

#### 台灣
1. 2010年4月14日出版　ISBN 978-986-10-5526-8
2. 2011年2月14日出版　ISBN 978-986-10-6124-5

（台灣由東立出版社代理中文版）